# Leo III (kejsare)

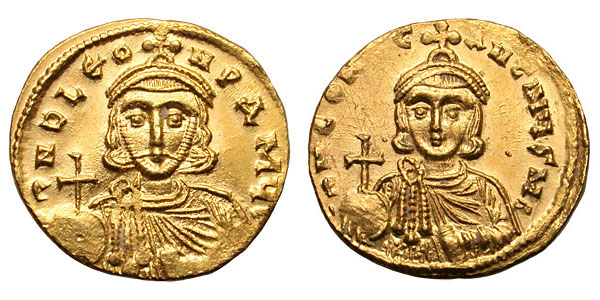
Leo III och hans son Konstantin V

Leo III, född cirka 685, död 18 juni 741, var bysantinsk kejsare från 717 till 741. 
Leo III grundade den isauriska dynastin och benämns därför Leo Isauriern. Han var dock troligen född i Kappadokien. Verksam som ämbetsman redan under Justinianus II, nådde Leo snart höga ämbeten. I kamp mot de anryckande saracenerna tillbakaslog han dessa. Då Teodosius III avgick blev Leo kejsare 717 och genom flera framgångsrika slag mot saracenerna befriade han Konstantinopel, som hållits belägrad i ett år. 726 gick saracenerna på nytt på offensiven, men besegrades 738 i slaget vid Akroinon. Leo III omorganiserade hären och fullbordade rikets indelning i tema. Justinianus lagstiftning ombildades i strängt kristlig riktning genom Leos Ekloga 739. Genom ett edikt av 726 förbjöds bruket av ikoner och därmed inleddes bildstriden. Kyrkan och klostrens makt inskränktes också.
Leo efterträddes av sin son Konstantin V.